# Riccardo Bisogniero
Riccardo Bisogniero (Roma, 9 febbraio 1923 – Roma, 13 marzo 2018) è stato un generale italiano che ricoprì le cariche di comandante generale dell'Arma dei Carabinieri e di capo di stato maggiore della difesa.

## Biografia
Nato a Roma nel 1923, Riccardo Bisogniero iniziò la propria carriera militare nei bersaglieri, partecipando successivamente alla guerra di liberazione, meritandosi una medaglia di bronzo al valor militare concessagli dalla Repubblica Italiana.
Subito dopo la fine del conflitto fu collocato in aspettativa per infermità; in seguito, nel 1950, rientrò in servizio presso l'82º Reggimento fanteria "Bologna". Frequentò la scuola di guerra e il corso di stato maggiore interforze per poi dedicarsi all'insegnamento nei medesimi corsi. Nominato addetto militare all'ambasciata di Belgrado dal 1967 al 1970, venne promosso colonnello e comandò l'8º Reggimento bersaglieri "Ariete" per poi passare alla direzione dell'ufficio "politica militare" dello stato maggiore.
Nominato generale di brigata nell'ottobre 1974, diresse il III reparto dello stato maggiore dell'esercito sino al 1977. Nel 1979 venne nominato consigliere militare del Presidente del Consiglio, allora Francesco Cossiga, incarico che mantenne anche con i successivi Presidenti Forlani e Spadolini. Nel 1980 fu promosso a generale di corpo d'armata. Nel 1981 fu nominato comandante del III Corpo d'armata.
Divenuto dal 20 gennaio 1984 comandante generale dell'Arma dei Carabinieri, divenne capo di stato maggiore della difesa dal 9 gennaio del 1986 rimanendo in carica sino al 31 marzo 1988.